# Das Ungeheuer von London-City
Pour plus de détails, voir Fiche technique et Distribution.
Das Ungeheuer von London-City (en français, Le Monstre de London-City) est un film allemand réalisé par Edwin Zbonek, sorti en 1964.
Il s'agit de la sixième adaptation de Bryan Edgar Wallace produite par Artur Brauner lors du succès de la série Edgar Wallace.

## Synopsis
L'acteur Richard Sand incarne tous les soirs Jack l'Éventreur sur la scène du théâtre Edgar Allan Poe dans le quartier de Whitechapel à Londres. Sir George Edwards est un adversaire féroce de la pièce à succès. En tant que député, il voudrait introduire la censure dans le théâtre et interdire la représentation, d'autant plus que sa nièce Ann Morlay veut se marier contre son gré avec l'acteur jouant l'assasin. Sir George préférerait de loin voir sa nièce à côté de son ami d'enfance, le médecin policier Morel Greely.
Dans le même temps, Londres est tenue en suspens par une série horrible de meurtres. L'inspecteur Dorne et le médecin policier Greely doivent se rendre compte que les meurtres sexuels cruels ont beaucoup de points en commun avec les crimes de Jack l'Éventreur. Mais Richard Sand, qui vit de manière mystérieuse de plus en plus dans son rôle sur scène, n'est pas le seul suspect.
Au cinquième meurtre, une petite fille voit le meurtrier de près. C'est Morel Greely.

## Fiche technique
- Titre : Das Ungeheuer von London-City
- Réalisation : Edwin Zbonek assisté de Lucie Berndsen
- Scénario : Robert A. Stemmle, Bryan Edgar Wallace
- Musique : Martin Böttcher
- Direction artistique : Hans-Jürgen Kiebach, Ernst Schomer
- Costumes : Trude Ulrich
- Photographie : Siegfried Hold
- Son : Erwin Schänzle
- Montage : Walter Wischniewsky
- Production : Artur Brauner
- Sociétés de production : CCC-Film
- Société de distribution : Gloria
- Pays d'origine :  Allemagne de l'Ouest
- Langue : allemand
- Format : Noir et blanc - 2,35:1 - Mono - 35 mm
- Genre : policier
- Durée : 89 minutes
- Dates de sortie :
  -  Allemagne de l'Ouest : 2 juillet 1964.
  -  Danemark : 4 octobre 1965.

## Distribution
- Hansjörg Felmy : Richard Sand
- Marianne Koch : Ann Morlay
- Dietmar Schönherr : Dr. Morel Greely
- Hans Nielsen : L'inspecteur Dorne
- Chariklia Baxevanos : Betty Ball
- Fritz Tillmann : Sir George Edwards
- Walter Pfeil : Horrlick
- Peer Schmidt (de) : Teddy Flynn
- Kurd Pieritz : Maylor
- Elsa Wagner : La gouvernante de Sir George
- Adelheid Hinz : La femme de chambre
- Gerda Blisse : L'assistante
- Manfred Grote (de) : Le détective
- Kai Fischer : Helen Capstick
- Gudrun Schmidt : Evelyn Nichols

## Histoire
À la suite de la série d'adaptations d'Edgar Wallace produites par Rialto Film commencée en 1959, dans les années 1960, de nombreux autres films policiers basés sur un modèle similaire voient le jour. En 1960, le producteur Artur Brauner lance sa propre série de films avec le docteur Mabuse et, à partir de 1962, CCC-Film fait des films inspirés de Bryan Edgar Wallace, le fils du célèbre écrivain. En plus des droits sur les romans, Brauner acquiert également le droit d'utiliser le nom de Bryan Edgar Wallace pour des scripts fictifs.
À l'exemple de Das Ungeheuer von London-City, Robert A. Stemmle propose un scénario, Das unheimliche Erbe que révise Bryan Edgar Wallace. Des suggestions de casting du producteur et des noms de rôles originaux sont notamment (les acteurs réellement engagés sont montrés en italique) :
- Jonathan : Mario Adorf, Oskar Werner (?), Karl-Michael Vogler, Rolf Henniger, Harald Leipnitz, Erich Schellow
- Arabella : Marianne Koch, Senta Berger
- Morell : Karl-Michael Vogler
- Willfried : Leonard Steckel, Fritz Tillmann, Walter Rilla
- Dorne : Hans Nielsen, Leonard Steckel
- Tom : Dieter Eppler, Pinkas Braun, Klaus Kinski, Richard Münch, Harald Leipnitz, Horst Frank
- Maylor : Wolfgang Reichmann, Carlos Werner
- La gouvernante : Elsa Wagner, Rose Renée Roth
- Evelyn : Ingmar Zeisberg, Anita Höfer
- Katherine : Gudrun Schmidt
- Ferry : Hanns Lothar, Walter Giller, Ralf Wolter, Harald Juhnke, Gunther Philipp, Georg Thomalla, Horst Bollmann (?), Bill Ramsey
- Jelly : Maria Sebaldt, Helen Vita

Les précédentes adaptations de Bryan Edgar Wallace permettent à Brauner et à Gloria de convaincre Ilse Kubaschewski de distribuer ces films. Quatre jours avant la première de Das Phantom von Soho (réalisé par Franz Josef Gottlieb), le tournage de Das unheimlich Erbe suit du 10 février au 16 mars 1964 à Berlin-Ouest. Une grande partie des plans extérieurs sont filmés ici, dans les environs immédiats des studios de cinéma CCC à Berlin-Haselhorst.
Comme Le Bourreau de Londres et Das Phantom von Soho (de), cette production est également en Ultrascope (1:2,35), format sophistiqué. En tant que réalisateur, Brauner pouvait à nouveau engager  Edwin Zbonek, qui a mis en scène Le Bourreau de Londres, l'une des contributions les plus réussies de la série de films. Le titre devient Das Ungeheuer von London-City.
Le FSK sort le film le 11 juin 1964 pour les personnes âgées de 18 ans et plus. Le 30 janvier 2006, l'âge est abaissée à 12 ans. À la fois artistiquement et commercialement, le film Das Ungeheuer von London-City, sorti le 2 juillet 1964, ne réussit pas à égaler le succès des précédents films de la série. C'est le dernier film de Bryan Edgar Wallace pour le distributeur de films Gloria. Après le film Das siebente Opfer (de), qui est finalement commercialisé par Nora Filmverleih, la série de films de Brauner est temporairement abandonnée la même année. Ce n'est qu'en 1970 que la société de distribution de films Constantin se lance de nouveau dans un film de coproduction italo-allemande, L'Oiseau au plumage de cristal, qui est commercialisée en tant que film de Bryan Edgar Wallace.

## Source de traduction
- (de) Cet article est partiellement ou en totalité issu de l’article de Wikipédia en allemand intitulé « Das Ungeheuer von London-City » (voir la liste des auteurs).